# Bogaris
Bogaris este o companie spaniolă activă în sectoarele de real estate, energie regenerabilă și agro-industrie.
Compania este prezentă în Spania, Portugalia, Polonia, Bulgaria și Chile, iar în anul 2009 a avut un profit net de 26,6 milioane de euro.

## Bogaris în România
În România, compania are un portofoliu de nouă proiecte imobiliare (în București, Constanța, Alexandria, Râmnicu Vâlcea, Bușteni și Giurgiu) și două proiecte eoliene.
De asemenea, Bogaris Real Estate a lansat parcul comercial de la Alexandria.
Grupul Bogaris este prezent pe piața românească și cu divizia de energie, având în derulare investiții de 100 de milioane de euro în două centrale eoliene în Făcăeni, (județul Ialomița) și Hârșova (județul Constanța).
Compania deține 450 de hectare de teren în Constanța și în Ialomița, unde intenționează să dezvolte două proiecte eoliene, cu un total de 120 MW.
De asemenea, compania exploatează 500 de hectare agricole în localitatea Hârșova, din județul Constanța, precum și 2.200 de hectare în Corbii Mari.